# Janne Tuohino
Janne Tuohino (ur. 22 maja 1975) – fiński kierowca rajdowy.
Zadebiutował w rajdach w 1996 roku w Finlandii, pierwszy większy sukces odniósł w 1999 roku zdobywając mistrzostwo Finlandii grupy N w Mitsubishi Carisma GT. Po następny tytuł sięgnął w 2001 roku, tym razem było to mistrzostwo Finlandii grupy A w Toyocie Corolli WRC.
W latach 2002–2003 startował w prywatnym Fordzie zajmując siódme miejsce w Finlandii (2002) i siódme w Szwecji (2003). W 2004 roku startując dla zespołu Forda w rajdach Szwecji i Finlandii zajął kolejno czwarte i piąte miejsce. Następnie został ściągnięty do prywatnego zespoły, w którym startował Škodą Fabią WRC na rajdach szutrowych. Od 2006 roku jeździł w nowym teamie PH-SPORT Citroënem Xsara WRC.
Licząc statystyki do końca 2004 roku zdobył 18 punktów.
Sezon 2005: (0 punktów)
Sezon 2006: (3 punkty)
- Rajd Finlandii 2006 – 6. miejsce